# Episodi di Fresh Off the Boat (prima stagione)
La prima stagione della serie televisiva Fresh Off the Boat è stata trasmessa dal network statunitense ABC dal 4 febbraio al 21 aprile 2015.
In Italia, la stagione è stata trasmessa su Fox Comedy dal 12 giugno al 24 luglio 2015.
| nº | Titolo originale                    | Titolo italiano               | Prima TV USA     | Prima TV Italia |
| -- | ----------------------------------- | ----------------------------- | ---------------- | --------------- |
| 1  | Pilot                               | Il nuovo arrivato             | 4 febbraio 2015  | 12 giugno 2015  |
| 2  | Home Sweet Home-School              | Il doposcuola                 | 4 febbraio 2015  | 12 giugno 2015  |
| 3  | The Shunning                        | Cupido è in città             | 10 febbraio 2015 | 19 giugno 2015  |
| 4  | Success Perm                        | Parenti serpenti              | 10 febbraio 2015 | 19 giugno 2015  |
| 5  | Persistent Romeo                    | L'assillante Romeo            | 17 febbraio 2015 | 26 giugno 2015  |
| 6  | Fajita Man                          | L'uomo fajita                 | 24 febbraio 2015 | 26 giugno 2015  |
| 7  | Showdown at the Golden Saddle       | Parental Advisory             | 3 marzo 2015     | 3 luglio 2015   |
| 8  | Phillip Goldstein                   | Un cowboy al Cattlman's Ranch | 10 marzo 2015    | 3 luglio 2015   |
| 9  | License to Sell                     | Il casco spaziale             | 24 marzo 2015    | 10 luglio 2015  |
| 10 | Blind Spot                          | L'ex fidanzato                | 31 marzo 2015    | 10 luglio 2015  |
| 11 | Very Superstitious                  | Superstizione                 | 7 aprile 2015    | 17 luglio 2015  |
| 12 | Dribbling Tiger, Bounce Pass Dragon | La stoffa da campioni         | 14 aprile 2015   | 17 luglio 2015  |
| 13 | So Chineez                          | Orgoglio cinese               | 21 aprile 2015   | 24 luglio 2015  |